# Annickia letestui
Annickia letestui là loài thực vật có hoa thuộc họ Na. Loài này được (Le Thomas) Setten & Maas mô tả khoa học đầu tiên năm 1990.